# Prima di partire per un lungo viaggio
Prima di partire per un lungo viaggio è un singolo della cantante italiana Irene Grandi, pubblicato nel 2003 come estratto dall'album Prima di partire.

## Descrizione
Il brano è stato uno dei più programmati dalle radio durante la stagione estiva.
Come nella grande maggioranza dei brani, Vasco Rossi si è limitato a scrivere il testo, mentre la musica è stata composta da Gaetano Curreri.

## Video musicale
Il video di Prima di partire per un lungo viaggio è stato girato da Luca Lucini a Milano. Nel video la cantante toscana esegue il brano all'interno di una stanza, all'interno della quale scroscia la pioggia, anche se mostrata al rallentatore. Alternate a queste sequenze se ne vedono altre in cui diversi personaggi (tra cui la giovane artista Melissa Bugarella) sono mostrati in lacrime o in un profondo stato di tristezza e disperazione.

## Tracce
CD single
1. Prima di partire per un lungo viaggio – 3:52 (Vasco Rossi, Gaetano Curreri, Roberto Drovandi)
2. È solo un sogno – 5:11 (Irene Grandi, Paolo Benvegnù)

Durata totale: 9:03
CD single promo
1. Prima di partire per un lungo viaggio (Vasco Rossi, Gaetano Curreri, Roberto Drovandi)

12"
1. Prima di partire (Planet Funk Remix) (Vasco Rossi, Gaetano Curreri, Roberto Drovandi)
2. Prima di partire (Planet Funk Instrumental) (Vasco Rossi, Gaetano Curreri, Roberto Drovandi)

## Reinterpretazioni
- Nel 2005 la cantante canadese Ima reinterpreta il brano Prima di uscire in francese nel suo secondo album.
- Nel 2006 gli Stadio includono una cover del brano nel loro album dal vivo Canzoni per parrucchiere Live Tour

## Classifiche
| Classifica (2003) | Posizione massima |
| ----------------- | ----------------- |
| Italia            | 8                 |